# Ishøj Landsby
 Ikke at forveksle med Ishøj.
Ishøj Landsby er en mindre by på Nordøstsjælland med 1.291 indbyggere  (2024). Ishøj Landsby ligger 1,5 kilometer øst for Vestervang, tre kilometer vest for Ishøj og 21 kilometer vest for Københavns centrum. Byen ligger i Region Hovedstaden og tilhører Ishøj Kommune.
Ishøj Landsby ligger i Ishøj Sogn, og Ishøj Kirke ligger i byen.

## Etymologi
Navnet Ishøj kommer af î, oldnordisk ýr, der betegner træet taks.
| 1889 | Museal berejsning          |
|      | Nationalmuseet, Danske Afd |

Overpløjet Gravhøj, "Ishøj" kaldet; den skal have været af aflang oval Form (80' x 30'), gaaende ud i to Spidser og med Længderetning N-S; for hver af de to spidse Ender gik fra Ø-V en lille Række Sten. Oldsagerne (Mus.Nr. 14713-14714) fandtes i Højens østre Side uden Spor af Stensætning.
Efter Sagnet skal Kæmpen Isse være begravet i denne Høj og efter den Sognet have faaet Navn.

## Historie
I 1682 bestod landsbyen af 20 gårde og 14 huse uden jord. Det samlede areal udgjorde 1.134,7 tønder land skyldsat til 220.89 tønder hartkorn. Dyrkningsformen var tovangsbrug med omdriften 1/1 + 1 vang der sås årligt.
Landsbyen lå (og ligger) langt fra Køge Bugt. Langs bugten gik en landevej, hvorved lå Jægerkroen et stykke syd for Store Vejleå.